# Peninsula Félsziget Festival
Peninsula Félsziget Festival ist ein Musikfestival, das jährlich im Sommer (Juli / August) in Cluj-Napoca, in Siebenbürgen (Rumänien) stattfindet.
Erstmals wurde das Peninsula Félsziget Festival 2003 durchgeführt. Gespielt werden Rock, Metal, Punkrock, Pop, Electro, World music, Folk, Hip-Hop, Blues und Jazz.

## Bands
| Jahr | Bands |
| ---- | --- |
| 2003 | |
| 2004 | - Chumbawamba - Republic - Moby Dick - Tankcsapda - Zdob și Zdub |
| 2005 | - Apocalyptica - Freestylers - Tankcsapda - Ossian |
| 2006 | - The Rasmus - Moby Dick - Bikini - Tankcsapda - Phoenix - Altar |
| 2007 | - Theatre of Tragedy - Kosheen - Gojira - The Exploited - Tankcsapda - Kispál és a Borz - Vita de Vie - Altar - Ossian - Depresszió - Ákos - Quimby - Gogol Bordello                               |
| 2008 | - Avantasia - Morcheeba - Beatsteaks - Epica - Tankcsapda - Subscribe - Kispál és a Borz - Republic - 30Y - Kalapács - The Mushroom Story - Ektomorf - Vama - Fading Circles - Vita de Vie - Altar |
| 2009 | - The Prodigy - Nine Inch Nails - Tiësto - Freestylers - Tankcsapda - Neo - Primal Scream - Kispál és a Borz - Pavel Stratan - Kruder & Dorfmeister                                                |
| 2010 | - Tricky - KoЯn - The Rasmus - Europe - Fedde Le Grand - Ska-P - Above & Beyond - Sub Focus - Noisia - Babylon Circus - Hernan Cattaneo - Parov Stelar - Gorillaz - Therapy? - Félix Lajkó         |
| 2011 | - Guano Apes - Foreign Beggars - K’s Choice - Kasabian - Danko Jones - Markus Schulz - Grimus - Iggy Pop & The Stooges - Within Temptation - Hammerfall - Dub FX - Tiga                            |